# 6991 Chichibu
6991 Chichibu (1995 AX) là một tiểu hành tinh vành đai chính được phát hiện ngày 6 tháng 1 năm 1995 bởi T. Kobayashi ở Oizumi.